# Kapfenstein
Kapfenstein là một đô thị thuộc huyện Feldbach trong bang Steiermark, nước Áo. Đô thị Kapfenstein có diện tích 28,51 km², dân số cuối năm 2005 là 300 người.